# 대한민국-앙골라 관계
대한민국과 앙골라는 1992년에 국교 수립에 합의하였다. 앙골라 내전 이후 유엔 평화유지군의 일원으로 대한민국 건설공병대가 앙골라에 파견된 적이 있으며, 교량 및 도로 건설을 맡는 역할을 수행하였다. 양국은 수교 이후 정치, 외교, 경제, 통상 등 제반 분야에서 지속적으로 협력 관계를 발전시켜왔으며, 2022년에 수교 30주년을 맞이하였다. 2024년에는 한-아프리카 정상회의에 양국 정상 간 첫 정상회담이 개최되었다.

## 연혁
- 1992년 1월 6일 국교 수립
- 2008년 11월 24일 경제개발협력자금 약정 체결
- 2024년 제1차 대한민국-앙골라 정상회담 개최[5][6]